# Ліга конференцій УЄФА 2025—2026
Ліга конференцій УЄФА 2025—2026 — п'ятий сезон Ліги конференцій УЄФА (англ. UEFA Conference League; UECL), третього за престижністю клубного турніру під егідою УЄФА.

## Розподіл команд
У розіграші Ліги конференцій 2025—26 років візьмуть участь 164 команд із 54 з 55 футбольних асоціацій УЄФА (без урахування клубів Росії, які усунені від участі у єврокубках). Для визначення кількості команд–учасників від кожної з асоціацій використовується рейтинг асоціацій УЄФА:
- Асоціації 1–12 заявляють по одній команді.
- Асоціації 13–33 та 51–55 (крім Росії) заявляють по дві команди.
- Асоціації 34–50 (крім Ліхтенштейну, який має одну команду) заявляють по три команди.
- 15 команд, що вибули на різних стадіях розіграшу Ліги чемпіонів 2025—26.
- 41 команда, що вибули на різних стадіях розіграшу Ліги Європи 2025—26.

### Рейтинг асоціацій
Для Ліги конференцій УЄФА 2025—26, використовуються місця асоціацій у рейтингу асоціацій УЄФА 2024, який враховує результати країн у європейських клубних змаганнях з сезону 2019–20 по 2023–24.
Позначення:
- (ЛЧ) — Команди, які перейшли з Ліги чемпіонів УЄФА
- (ЛЄ) — Команди, які перейшли з Ліги Європи УЄФА

| #  | Асоціація  | Коеф.   | Команди | Примітки |
| -- | ---------- | ------- | ------- | -------- |
| 1  | Англія     | 104.303 | 1       |          |
| 2  | Італія     | 90.284  | 1       |          |
| 3  | Іспанія    | 89.489  | 1       |          |
| 4  | Німеччина  | 86.624  | 1       |          |
| 5  | Франція    | 66.831  | 1       |          |
| 6  | Нідерланди | 61.300  | 1       |          |
| 7  | Португалія | 56.316  | 1       |          |
| 8  | Бельгія    | 48.800  | 1       |          |
| 9  | Туреччина  | 38.600  | 1       |          |
| 10 | Чехія      | 36.050  | 1       |          |
| 11 | Шотландія  | 36.050  | 1       |          |
| 12 | Швейцарія  | 32.975  | 1       |          |
| 13 | Австрія    | 32.600  | 2       |          |
| 14 | Норвегія   | 31.625  | 2       |          |
| 15 | Греція     | 31.525  | 2       |          |
| 16 | Данія      | 31.450  | 2       |          |
| 17 | Ізраїль    | 31.125  | 2       |          |
| 18 | Україна    | 28.000  | 2       |          |
| 19 | Сербія     | 27.780  | 2       |          |

| #  | Асоціація         | Коеф.  | Команди | Примітки      |
| -- | ----------------- | ------ | ------- | ------------- |
| 20 | Хорватія          | 25.525 | 2       |               |
| 21 | Польща            | 25.375 | 2       |               |
| 22 | Росія             | 22.965 | 0       | [ a ]         |
| 23 | Кіпр              | 22.100 | 2       |               |
| 24 | Угорщина          | 21.875 | 2       |               |
| 25 | Швеція            | 21.500 | 2       |               |
| 26 | Румунія           | 21.375 | 2       |               |
| 27 | Болгарія          | 20.375 | 2       |               |
| 28 | Азербайджан       | 20.125 | 2       |               |
| 29 | Словаччина        | 19.625 | 2       |               |
| 30 | Словенія          | 13.250 | 2       |               |
| 31 | Молдова           | 13.125 | 2       |               |
| 32 | Косово            | 11.541 | 2       |               |
| 33 | Казахстан         | 11.500 | 2       |               |
| 34 | Фінляндія         | 11.125 | 2       |               |
| 35 | Ірландія          | 10.875 | 3       | −1 [Прим IRL] |
| 36 | Вірменія          | 10.625 | 3       |               |
| 37 | Латвія            | 10.625 | 3       |               |
| 38 | Фарерські острови | 10.375 | 3       |               |

| #  | Асоціація            | Коеф.  | Команди | Примітки |
| -- | -------------------- | ------ | ------- | -------- |
| 39 | Боснія і Герцеговина | 10.000 | 3       |          |
| 40 | Ліхтенштейн          | 10.000 | 1       | [ b ]    |
| 41 | Ісландія             | 9.583  | 3       |          |
| 42 | Північна Ірландія    | 9.208  | 3       |          |
| 43 | Люксембург           | 8.625  | 3       |          |
| 44 | Литва                | 8.500  | 3       |          |
| 45 | Мальта               | 8.250  | 3       |          |
| 46 | Грузія               | 7.625  | 3       |          |
| 47 | Албанія              | 7.375  | 3       |          |
| 48 | Естонія              | 7.207  | 3       |          |
| 49 | Білорусь             | 6.625  | 3       |          |
| 50 | Македонія            | 6.000  | 3       |          |
| 51 | Андорра              | 5.998  | 2       |          |
| 52 | Уельс                | 5.791  | 2       |          |
| 53 | Чорногорія           | 5.708  | 2       |          |
| 54 | Гібралтар            | 4.957  | 2       |          |
| 55 | Сан-Марино           | 1.832  | 2       |          |

Примітки
1. ↑  Росія: 28 лютого 2022 року російські футбольні клуби та національні футбольні збірні Росії були усунені від турнірів ФІФА та УЄФА. За участю у кожному конкретному сезоні та турнірі приймається окреме рішення. Сітка учасників складена з урахуванням усунення російських клубів на сезон 2025—26.[3][4].
2. ↑  Ліхтенштейн: Сім клубів, контрольованих Ліхтенштейнським футбольним союзом, виступають у системі футбольних ліг Швейцарії. Ліхтенштейнський футбольний союз проводить тільки Кубок Ліхтенштейну з футболу, переможець якого кваліфікується до Ліги конференцій УЄФА.

### Розподіл за раундами
|                                           |                                          | Команди, що починають з цього раунду | Команди, що проходять з попереднього раунду                      | Команди, що переходять з Ліги чемпіонів або Ліги Європи                                  |
| ----------------------------------------- | ---------------------------------------- | --- | ---------------------------------------------------------------- | ---------------------------------------------------------------------------------------- |
| Перший кваліфікаційний раунд (48 команд)  | Перший кваліфікаційний раунд (48 команд) | - 8 переможців національних кубків асоціацій 48–55 - 20 команд, що зайняли другі місця в чемпіонатах асоціацій 34–55 (крім Ліхтенштейну та Ірландії [Прим IRL]) - 20 команд, що зайняли треті місця в чемпіонатах асоціацій 30–50 (крім Ліхтенштейну) |                                                                  |                                                                                          |
| Другий кваліфікаційний раунд (100 команд) | Шлях чемпіонів (12 команд)               | |                                                                  | - 12 команд, які програли у першому кваліфікаційному раунді Ліги чемпіонів               |
| Другий кваліфікаційний раунд (100 команд) | Основний шлях (88 команд)                | - 12 переможців національних кубків асоціацій 35–47 (крім Ірландії [Прим IRL]) - 18 команд, що зайняли другі місця в чемпіонатах асоціацій 16–33 (крім Росії) та 35[Прим IRL] - 16 команд, що зайняли треті місця в чемпіонатах асоціацій 13–29 (крім Росії) - 9 команд, що зайняли четверті місця в чемпіонатах асоціацій 7-15 - 1 команда, що зайняла п'яте місце в чемпіонаті асоціації 6 | - 24 переможці першого кваліфікаційного раунду                   | - 8 команд, які програли у першому кваліфікаційному раунді Ліги Європи                   |
| Третій кваліфікаційний раунд (60 команд)  | Шлях чемпіонів (8 команд)                | | - 6 переможців другого кваліфікаційного раунду (шлях чемпіонів)  | - 2 команди, які програли у першому кваліфікаційному раунді Ліги чемпіонів               |
| Третій кваліфікаційний раунд (60 команд)  | Основний шлях (52 команди)               | | - 44 переможці другого кваліфікаційного раунду (основний шлях)   | - 8 команд, які програли у другому кваліфікаційному раунді Ліги Європи                   |
| Раунд плей-оф (48 команд)                 | Шлях чемпіонів (10 команд)               | | - 4 переможці третього кваліфікаційного раунду (шлях чемпіонів)  | - 6 команд, які програли у третьому кваліфікаційному раунді Ліги Європи (шлях чемпіонів) |
| Раунд плей-оф (48 команд)                 | Основний шлях (38 команд)                | - 5 команд, що зайняли шості місця в чемпіонатах асоціацій 1-5 (від Англії — володар Кубка ліги) | - 26 переможців третього кваліфікаційного раунду (основний шлях) | - 7 команд, які програли у третьому кваліфікаційному раунді Ліги Європи (основний шлях)  |
| Етап ліги (36 команд)                     | Етап ліги (36 команд)                    | | - 24 переможці раунду плей-оф                                    | - 12 команд, які програли в раунді плей-оф Ліги Європи                                   |

У зв'язку з усуненням клубів Росії від участі в єврокубках до розподілу команд було внесено такі зміни:
- Володарі кубків асоціацій 39–44 (Боснія та Герцеговина, Ліхтенштейн, Ісландія, Північна Ірландія, Люксембург, Литва) стартують із другого кваліфікаційного раунду замість першого кваліфікаційного раунду.

Оскільки переможець Ліги конференцій 2024–25 (Челсі) кваліфікувався до Ліги чемпіонів через національний чемпіонат, до розподілу команд було внесено такі зміни:
- У зв'язку зі змінами в розподілі команд в Лізі Європи, володар кубку асоціації 34 (Фінляндія) стартує із першого кваліфікаційного раунду Ліги Європи замість другого кваліфікаційного раунду Ліги конференцій.
- Володарі кубків асоціацій 45–46 (Мальта, Грузія) стартують із другого кваліфікаційного раунду замість першого кваліфікаційного раунду.

### Команди
Уточнення у дужках відображають спосіб кваліфікації кожної із зазначених команд:
- ПК: Переможець національного кубку
- 2-е, 3-є, 4-е, 5-е, 6-е тощо: Місце у національному чемпіонаті у попередньому сезоні
- КЛ: Володар Кубка ліги
- РС: Переможець регулярного сезону
- ПО: Переможець плей-оф за місце у Лізі конференцій
- ЛЧ: команди, що перейшли з Ліги чемпіонів
  - 1КР: Ті, хто програв у першому кваліфікаційному раунді
- ЛЄ: команди, що перейшли з Ліги Європи
  - ПО: Ті, хто програв у кваліфікаційному раунді плей-оф
  - 3КР ШЧ/ОШ: Ті, що програли в третьому кваліфікаційному раунді (шлях чемпіонів / основний шлях)
  - 2КР: Ті, що програли в другому кваліфікаційному раунді
  - 1КР: Ті, що програли в першому кваліфікаційному раунді

Другий, третій кваліфікаційні раунди та раунд плей-оф розділяються на шлях чемпіонів (ШЧ) та основний шлях (ОШ).
| Стартовий раунд              | Стартовий раунд              | Команди                          | Команди                     | Команди                    | Команди                       |
| ---------------------------- | ---------------------------- | -------------------------------- | --------------------------- | -------------------------- | ----------------------------- |
| Етап ліги                    | Етап ліги                    | (ЛЄ ПО)                          | (ЛЄ ПО)                     | (ЛЄ ПО)                    | (ЛЄ ПО)                       |
| Етап ліги                    | Етап ліги                    | (ЛЄ ПО)                          | (ЛЄ ПО)                     | (ЛЄ ПО)                    | (ЛЄ ПО)                       |
| Етап ліги                    | Етап ліги                    | (ЛЄ ПО)                          | (ЛЄ ПО)                     | (ЛЄ ПО)                    | (ЛЄ ПО)                       |
|                              |                              |                                  |                             |                            |                               |
| Раунд плей-оф                | ШЧ                           | Дріта (ЛЄ 3КР ШЧ)                | Шелбурн (ЛЄ 3КР ШЧ)         | Ноах (ЛЄ 3КР ШЧ)           | РФШ (ЛЄ 3КР ШЧ)               |
| Раунд плей-оф                | ШЧ                           | Брєйдаблік (ЛЄ 3КР ШЧ)           | Хамрун Спартанс (ЛЄ 3КР ШЧ) |                            |                               |
| Раунд плей-оф                | ОШ                           | Крістал Пелес (ПК)[Прим ENG]     | Фіорентіна (6-е)            | Райо Вальєкано (8-е)       | Майнц 05 (6-е)                |
| Раунд плей-оф                | ОШ                           | Страсбур (7-е)                   | Серветт (ЛЄ 3КР ОШ)         | Вольфсбергер (ЛЄ 3КР ОШ)   | Фредрікстад (ЛЄ 3КР ОШ)       |
| Раунд плей-оф                | ОШ                           | Шахтар (ЛЄ 3КР ОШ)               | Легія (ЛЄ 3КР ОШ)           | Геккен (ЛЄ 3КР ОШ)         | ЧФР (ЛЄ 3КР ОШ)               |
|                              |                              |                                  |                             |                            |                               |
| Третій кваліфікаційний раунд | ШЧ                           | Вікінгур (ЛЧ 1КР)                | Віртус (ЛЧ 1КР)             |                            |                               |
| Третій кваліфікаційний раунд | ОШ                           | Андерлехт (ЛЄ 2КР)               | Бешикташ (ЛЄ 2КР)           | Банік (ЛЄ 2КР)             | Гіберніан (ЛЄ 2КР)            |
| Третій кваліфікаційний раунд | ОШ                           | Лугано (ЛЄ 2КР)                  | Левскі (ЛЄ 2КР)             | Целє (ЛЄ 2КР)              | Шериф (ЛЄ 2КР)                |
|                              |                              |                                  |                             |                            |                               |
| Другий кваліфікаційний раунд | ШЧ                           | Олімпія (ЛЧ 1КР)                 | Мілсамі (ЛЧ 1КР)            | Лінфілд (ЛЧ 1КР)           | Дифферданж 03 (ЛЧ 1КР)        |
| Другий кваліфікаційний раунд | ШЧ                           | Жальгіріс (ЛЧ 1КР)               | Іберія 1999 (ЛЧ 1КР)        | Егнатія (ЛЧ 1КР)           | ФКІ Левадія (ЛЧ 1КР)          |
| Другий кваліфікаційний раунд | ШЧ                           | Динамо (Мінськ) (ЛЧ 1КР)         | Інтер (ЛЧ 1КР)              | Нью-Сейнтс (ЛЧ 1КР)        | Будучност (ЛЧ 1КР)            |
| Другий кваліфікаційний раунд | ОШ                           | Хапоель (Беер-Шева) (ЛЄ 1КР)     | Партизан (ЛЄ 1КР)           | Пакш (ЛЄ 1КР)              | Сабах (ЛЄ 1КР)                |
| Другий кваліфікаційний раунд | ОШ                           | Спартак (Трнава) (ЛЄ 1КР)        | Приштина (ЛЄ 1КР)           | Актобе (ЛЄ 1КР)            | Ільвес (ЛЄ 1КР)               |
| Другий кваліфікаційний раунд | ОШ                           | АЗ (ПО)                          | Санта-Клара (5-е)           | Шарлеруа (ПО)              | Істанбул Башакшехір (5-е)     |
| Другий кваліфікаційний раунд | ОШ                           | Спарта (4-е)                     | Данді Юнайтед (4-е)         | Лозанна (5-е)              | Аустрія (Відень) (3-є)        |
| Другий кваліфікаційний раунд | ОШ                           | Рапід (ПО)                       | Вікінг (3-є)                | Русенборг (4-е)            | АЕК (4-е)                     |
| Другий кваліфікаційний раунд | ОШ                           | Аріс (5-е)                       | Брондбю (3-є)               | Сількеборг (ПО)[Прим IRL]  | Маккабі (Хайфа) (3-є)         |
| Другий кваліфікаційний раунд | ОШ                           | Бейтар (4-е)                     | Олександрія (2-е)           | Полісся (4-е)              | Нові Пазар (3-є)              |
| Другий кваліфікаційний раунд | ОШ                           | Раднички 1923 (5-е)[Прим SRB]    | Хайдук (3-є)                | Вараждин (4-е)             | Ракув (2-е)                   |
| Другий кваліфікаційний раунд | ОШ                           | Ягеллонія (3-є)                  | Аріс (2-е)                  | Омонія (3-є)               | Академія Пушкаша (2-е)        |
| Другий кваліфікаційний раунд | ОШ                           | Дьєр (4-е)[Прим SVK]             | Гаммарбю (2-е)              | АІК (3-є)                  | Університатя (Крайова) (3-є)  |
| Другий кваліфікаційний раунд | ОШ                           | Університатя (Клуж-Напока) (4-е) | Черно море (3-є)            | Арда (ПО)                  | Зіра (2-е)                    |
| Другий кваліфікаційний раунд | ОШ                           | Араз (3-є)                       | Жиліна (2-е)                | Кошиці (5-е)[Прим SVK]     | Марибор (2-е)                 |
| Другий кваліфікаційний раунд | ОШ                           | Зімбру (3-є)                     | Балкані (2-е)               | Астана (2-е)               | Шемрок Роверс (2-е)[Прим IRL] |
| Другий кваліфікаційний раунд | ОШ                           | Арарат-Вірменія (2-е)            | Рига (2-е)                  | ГБ (ПК)                    | Сараєво (ПК)                  |
| Другий кваліфікаційний раунд | ОШ                           | Вадуц (ПК)                       | Акурейрі (ПК)               | Данганнон Свіфтс (ПК)      | УНА Штрассен (2-е)            |
| Другий кваліфікаційний раунд | ОШ                           | Банга (ПК)                       | Гіберніанс (ПК)             | Спаері (ПК)                | Динамо Сіті (ПК)[Прим IRL]    |
|                              |                              |                                  |                             |                            |                               |
| Перший кваліфікаційний раунд | Перший кваліфікаційний раунд | Копер (3-є)                      | Петрокуб (4-е)              | Малішево (3-є)             | Ордабаси (4-е)                |
| Перший кваліфікаційний раунд | Перший кваліфікаційний раунд | ГІК (3-є)                        | СЯК (ПО)                    | Сент-Патрікс Атлетік (3-є) | Урарту (3-є)                  |
| Перший кваліфікаційний раунд | Перший кваліфікаційний раунд | Пюнік (4-е)                      | Ауда (3-є)                  | Даугавпілс (5-е)[Прим LVA] | Клаксвік (2-е)                |
| Перший кваліфікаційний раунд | Перший кваліфікаційний раунд | НСІ Рунавік (4-е)                | Борац (2-е)                 | Желєзнічар (4-е)           | Вікінгур (2-е)                |
| Перший кваліфікаційний раунд | Перший кваліфікаційний раунд | Валюр (3-є)                      | Ларн (2-е)                  | Кліфтонвілл (ПО)           | Ф91 Дюделанж (3-є)            |
| Перший кваліфікаційний раунд | Перший кваліфікаційний раунд | Расінг (4-е)                     | Хегельманн (2-е)            | Кауно Жальгіріс (3-є)      | Біркіркара (2-е)              |
| Перший кваліфікаційний раунд | Перший кваліфікаційний раунд | Флоріана (3-є)                   | Торпедо (2-е)               | Діла (3-є)                 | Влазнія (2-е)                 |
| Перший кваліфікаційний раунд | Перший кваліфікаційний раунд | Партизані (3-є)                  | Нимме Калью (ПК)            | Пайде (3-є)                | Флора (4-е)                   |
| Перший кваліфікаційний раунд | Перший кваліфікаційний раунд | Німан (ПК)                       | Торпедо-БелАЗ (3-є)         | Динамо (Брест) (4-е)       | Вардар (ПК)                   |
| Перший кваліфікаційний раунд | Перший кваліфікаційний раунд | Сілекс (2-е)                     | Работнічкі (3-є)            | Атлетік Ескальдес (2-е)    | Санта-Колома (3-є)            |
| Перший кваліфікаційний раунд | Перший кваліфікаційний раунд | Пенібонт (2-е)                   | Гейверфордвест Каунті (ПО)  | Дечич (ПК)                 | Сутьєска (3-є)[Прим MNE]      |
| Перший кваліфікаційний раунд | Перший кваліфікаційний раунд | Бруно Мегпіс (ПК)                | Сент-Джозефс (2-е)          | Ла Фіоріта (ПО)            | Тре Фйорі (3-є)               |

Примітки
1. ^ Англія (ENG): Крістал Пелес, переможець Кубка Англії з футболу 2024—2025, кваліфікувався до Ліги Європи. Однак УЄФА постановив[5], що Крістал Пелес та французький клуб Ліон були частиною групи, що належить одній компанії власників. Отже, Крістал Пелес та Ноттінгем Форест, який спочатку мав грати в Лізі конференцій як клуб, що посів 7-е місце в Прем'єр-лізі Англії 2024—2025, були змушені здійснити обмін путівками в єврокубки.[6][7]
2. ^ Ірландія (IRL): Дроеда Юнайтед, переможець Кубка Ірландії з футболу 2024, кваліфікувався до другого кваліфікаційного раунду, але був виключений зі змагань, оскільки їхні власники Trivela Group також володіють данським клубом Сількеборг, який посів вище місце в чемпіонаті, ніж Дроеда Юнайтед. Жоден ірландський клуб не зміг замінити їх, оскільки минув термін на отримання ліцензії УЄФА. Отже, Шемрок Роверс, що посів 2-е місце в Чемпіонаті Ірландії з футболу 2024, та Динамо Сіті, переможець Кубка Албанії з футболу 2024—2025 (як найкращий наступний переможець кубку), братимуть участь в другому кваліфікаційному раунді замість першого кваліфікаційного раунду.[8]
3. ^ Латвія (LVA): Валміера, що посів 4-е місце в Латвійській футбольній вищій лізі 2024, був виключений з національних змагань. Отже, Даугавпілс, що посів 5-е місце, братиме участь в першому кваліфікаційному раунді.
4. ^ Сербія (SRB): ОФК Белград, що посів 4-е місце в Сербській Суперлізі 2024—2025, не отримав ліцензію УЄФА. Отже, Раднички 1923, що посів 5-е місце, братиме участь в другому кваліфікаційному раунді.
5. ^ Словаччина (SVK): ДАК 1904 був виключений зі змагань, оскільки їхні власники також володіють угорським клубом Дьєр. Обидва клуби посіли 4-е місце в своїх чемпіонатах, однак саме ДАК 1904 був виключений зі змагань у зв'язку з тим, що Словаччина займає нижче місце в рейтингу асоціацій УЄФА в порівнянні з Угорщиною.  Оскільки виключення відбулося після проведення жеребкування, протистояння, в якому мав брати участь ДАК 1904, скасували. Однак 15 липня було прийнято рішення, що Кошиці, що посів 5-е місце, братиме участь в другому кваліфікаційному раунді.[9]
6. ^ Чорногорія (MNE): Петровац, що посів 2-е місце в Чемпіонаті Чорногорії з футболу 2024—2025, не отримав ліцензію УЄФА. Отже, Сутьєска, що посів 3-є місце, братиме участь в першому кваліфікаційному раунді.[10]

## Розклад матчів і жеребкувань
| Стадія       | Раунд                        | Жеребкування   | Перший матч       | Матч-відповідь    |
| ------------ | ---------------------------- | -------------- | ----------------- | ----------------- |
| Кваліфікація | Перший кваліфікаційний раунд | 17 червня 2025 | 10 липня 2025     | 17 липня 2025     |
| Кваліфікація | Другий кваліфікаційний раунд | 18 червня 2025 | 24 липня 2025     | 31 липня 2025     |
| Кваліфікація | Третій кваліфікаційний раунд | 21 липня 2025  | 7 серпня 2025     | 14 серпня 2025    |
| Кваліфікація | Раунд плей-оф                | 4 серпня 2025  | 21 серпня 2025    | 28 серпня 2025    |
| Етап ліги    | Ігровий день 1               | 29 серпня 2025 | 2 жовтня 2025     | 2 жовтня 2025     |
| Етап ліги    | Ігровий день 2               | 29 серпня 2025 | 23 жовтня 2025    | 23 жовтня 2025    |
| Етап ліги    | Ігровий день 3               | 29 серпня 2025 | 6 листопада 2025  | 6 листопада 2025  |
| Етап ліги    | Ігровий день 4               | 29 серпня 2025 | 27 листопада 2025 | 27 листопада 2025 |
| Етап ліги    | Ігровий день 5               | 29 серпня 2025 | 11 грудня 2025    | 11 грудня 2025    |
| Етап ліги    | Ігровий день 6               | 29 серпня 2025 | 18 грудня 2025    | 18 грудня 2025    |
| Плей-оф      | Стикові матчі                | 16 січня 2026  | 19 лютого 2026    | 26 лютого 2026    |
| Плей-оф      | 1/8 фіналу                   | 27 лютого 2026 | 12 березня 2026   | 19 березня 2026   |
| Плей-оф      | 1/4 фіналу                   | 27 лютого 2026 | 9 квітня 2026     | 16 квітня 2026    |
| Плей-оф      | 1/2 фіналу                   | 27 лютого 2026 | 30 квітня 2026    | 7 травня 2026     |
| Плей-оф      | Фінал                        | 27 лютого 2026 | 27 травня 2026    | 27 травня 2026    |

## Кваліфікація

### Перший кваліфікаційний раунд
Жеребкування відбулося 17 червня 2025 року. Перші матчі відбулися 8 та 10 липня, а матчі-відповіді — 16–17 липня 2025 року.
| Команда 1            | Заг. Tooltip Aggregate score | Команда 2             | 1-й матч | 2-й матч |
| -------------------- | ---------------------------- | --------------------- | -------- | -------- |
| НСІ Рунавік          | 4:5                          | ГІК                   | 4:0      | 0:5 (дч) |
| Торпедо              | 5:4                          | Ордабаси              | 4:3      | 1:1      |
| Желєзнічар           | 2:4                          | Копер                 | 1:1      | 1:3      |
| СЯК                  | 1:4                          | Клаксвік              | 1:2      | 0:2      |
| Нимме Калью          | 2:1                          | Партизані             | 1:1      | 1:0 (дч) |
| Тре Фйорі            | 1:5                          | Пюнік                 | 1:0      | 0:5      |
| Сент-Патрікс Атлетік | 3:0                          | Хегельманн            | 1:0      | 2:0      |
| Дечич                | 3:2                          | Сілекс                | 2:0      | 1:2      |
| Сутьєска             | 3:2                          | Динамо (Брест)        | 1:2      | 2:0      |
| Ларн                 | 2:2 (пен. 4:2)               | Ауда                  | 0:0      | 2:2      |
| Флоріана             | 5:3                          | Гейверфордвест Каунті | 2:1      | 3:2      |
| Торпедо-БелАЗ        | 4:0                          | Работнічкі            | 3:0      | 1:0      |
| Бруно Мегпіс         | 3:7                          | Пайде                 | 2:3      | 1:4      |
| Біркіркара           | 1:3                          | Петрокуб              | 1:0      | 0:3      |
| Атлетік Ескальдес    | 5:2                          | Ф91 Дюделанж          | 2:0      | 3:2      |
| Валюр                | 5:1                          | Флора                 | 3:0      | 2:1      |
| Малішево             | 0:9                          | Вікінгур              | 0:1      | 0:8      |
| Расінг               | 1:3                          | Діла                  | 1:2      | 0:1      |
| Влазнія              | 4:3                          | Даугавпілс            | 0:1      | 4:2      |
| Урарту               | 1:6                          | Німан                 | 1:2      | 0:4      |
| Вардар               | 5:2                          | Ла Фіоріта            | 3:0      | 2:2      |
| Кауно Жальгіріс      | 4:1                          | Пенібонт              | 3:0      | 1:1      |
| Сент-Джозефс         | 5:4                          | Кліфтонвілл           | 2:2      | 3:2 (дч) |
| Борац                | 3:4                          | Санта-Колома          | 1:4      | 2:0      |

1. ↑  Порядок матчів було змінено після жеребкування.

### Другий кваліфікаційний раунд
Жеребкування відбулося 18 червня 2025 року. Перші матчі відбулися 22–24 липня, а матчі-відповіді — 29 та 31 липня 2025 року.
| Команда 1       | Заг. Tooltip Aggregate score | Команда 2     | 1-й матч | 2-й матч |
| --------------- | ---------------------------- | ------------- | -------- | -------- |
| Вікінгур        | +:-                          |               | —        | —        |
| Віртус          | +:-                          |               | —        | —        |
| ФКІ Левадія     | 3:2                          | Іберія 1999   | 1:0      | 2:2 (дч) |
| Жальгіріс       | 0:2                          | Лінфілд       | 0:0      | 0:2      |
| Нью-Сейнтс      | 0:2                          | Дифферданж 03 | 0:1      | 0:1      |
| Олімпія         | 5:3                          | Інтер         | 4:2      | 1:1      |
| Будучност       | 1:2                          | Мілсамі       | 0:0      | 1:2      |
| Динамо (Мінськ) | 0:3                          | Егнатія       | 0:2      | 0:1      |

| Команда 1            | Заг. Tooltip Aggregate score | Команда 2                  | 1-й матч | 2-й матч |
| -------------------- | ---------------------------- | -------------------------- | -------- | -------- |
| Данді Юнайтед        | 2:0                          | УНА Штрассен               | 1:0      | 1:0      |
| Ларн                 | 1:1 (пен. 5:4)               | Приштина                   | 0:0      | 1:1      |
| Кошиці               | 3:4                          | Німан                      | 2:3      | 1:1      |
| Вадуц                | 3:1                          | Данганнон Свіфтс           | 0:1      | 3:0 (дч) |
| Сількеборг           | 4:3                          | Акурейрі                   | 1:1      | 3:2 (дч) |
| Русенборг            | 7:0                          | Банга                      | 5:0      | 2:0      |
| Атлетік Ескальдес    | 2:3                          | Динамо Сіті                | 1:2      | 1:1      |
| Аустрія (Відень)     | 7:0                          | Спаері                     | 2:0      | 5:0      |
| Балкані              | 5:3                          | Флоріана                   | 4:2      | 1:1      |
| Вікінг               | 12:3                         | Копер                      | 7:0      | 5:3      |
| АЕК                  | 1:0                          | Хапоель (Беер-Шева)        | 1:0      | 0:0      |
| Пюнік                | 3:4                          | Дьєр                       | 2:1      | 1:3      |
| Рига                 | 5:4                          | Діла                       | 2:1      | 3:3      |
| Ракув                | 6:1                          | Жиліна                     | 3:0      | 3:1      |
| Петрокуб             | 1:6                          | Сабах                      | 0:2      | 1:4      |
| Арарат-Вірменія      | 2:1                          | Університатя (Клуж-Напока) | 0:0      | 2:1 (дч) |
| Вараждин             | 2:3                          | Санта-Клара                | 2:1      | 0:2      |
| Кауно Жальгіріс      | 3:2                          | Валюр                      | 1:1      | 2:1      |
| Пакш                 | 2:1                          | Марибор                    | 1:0      | 1:1      |
| Влазнія              | 4:5                          | Вікінгур                   | 2:1      | 2:4 (дч) |
| Гаммарбю             | 2:1                          | Шарлеруа                   | 0:0      | 2:1 (дч) |
| Раднички 1923        | 0:1                          | Клаксвік                   | 0:0      | 0:1      |
| Нові Пазар           | 2:5                          | Ягеллонія                  | 1:2      | 1:3      |
| Полісся              | 5:3                          | Санта-Колома               | 1:2      | 4:1      |
| Вардар               | 2:6                          | Лозанна                    | 2:1      | 0:5      |
| ГБ                   | 1:2                          | Брондбю                    | 1:1      | 0:1      |
| Олександрія          | 0:6                          | Партизан                   | 0:2      | 0:4      |
| Гіберніанс           | 2:7                          | Спартак (Трнава)           | 1:2      | 1:5      |
| Сент-Патрікс Атлетік | 3:2                          | Нимме Калью                | 1:0      | 2:2 (дч) |
| Пайде                | 0:8                          | АІК                        | 0:2      | 0:6      |
| Сараєво              | 2:5                          | Університатя (Крайова)     | 2:1      | 0:4      |
| Аріс                 | 5:2                          | Академія Пушкаша           | 3:2      | 2:0      |
| Сент-Джозефс         | 0:4                          | Шемрок Роверс              | 0:4      | 0:0      |
| Ільвес               | 4:8                          | АЗ                         | 4:3      | 0:5      |
| Зіра                 | 2:3                          | Хайдук                     | 1:1      | 1:2 (дч) |
| Арда                 | 2:2 (пен. 4:3)               | ГІК                        | 0:0      | 2:2      |
| Актобе               | 2:5                          | Спарта                     | 2:1      | 0:4      |
| Астана               | 3:1                          | Зімбру                     | 1:1      | 2:0      |
| Дечич                | 2:6                          | Рапід                      | 0:2      | 2:4      |
| Торпедо-БелАЗ        | 1:4                          | Маккабі (Хайфа)            | 1:1      | 0:3      |
| Араз                 | 4:3                          | Аріс                       | 2:1      | 2:2      |
| Омонія               | 5:0                          | Торпедо                    | 1:0      | 4:0      |
| Черно море           | 0:5                          | Істанбул Башакшехір        | 0:1      | 0:4      |
| Сутьєска             | 3:7                          | Бейтар                     | 1:2      | 2:5      |

1. 1 2  Порядок матчів було змінено після жеребкування.

### Третій кваліфікаційний раунд
Жеребкування відбулося 21 липня 2025 року. Перші матчі відбулися 5 та 7 серпня, а матчі-відповіді — 13–14 серпня 2025 року.
| Команда 1     | Заг. Tooltip Aggregate score | Команда 2   | 1-й матч | 2-й матч |
| ------------- | ---------------------------- | ----------- | -------- | -------- |
| Олімпія       | 4:2                          | Егнатія     | 0:0      | 4:2 (дч) |
| Мілсамі       | 3:5                          | Віртус      | 3:2      | 0:3      |
| Дифферданж 03 | 5:4                          | ФКІ Левадія | 2:3      | 3:1 (дч) |
| Вікінгур      | 2:3                          | Лінфілд     | 2:1      | 0:2      |

| Команда 1              | Заг. Tooltip Aggregate score | Команда 2           | 1-й матч | 2-й матч |
| ---------------------- | ---------------------------- | ------------------- | -------- | -------- |
| Рапід                  | 4:4 (пен. 5:4)               | Данді Юнайтед       | 2:2      | 2:2      |
| Спарта                 | 6:2                          | Арарат-Вірменія     | 4:1      | 2:1      |
| АЗ                     | 4:0                          | Вадуц               | 3:0      | 1:0      |
| Лугано                 | 4:7                          | Целє                | 0:5      | 4:2      |
| Клаксвік               | 2:2 (пен. 4:5)               | Німан               | 2:0      | 0:2      |
| Рига                   | 4:3                          | Бейтар              | 3:0      | 1:3      |
| Вікінгур               | 3:4                          | Брондбю             | 3:0      | 0:4      |
| Хайдук                 | 3:4                          | Динамо Сіті         | 2:1      | 1:3 (дч) |
| Андерлехт              | 4:1                          | Шериф               | 3:0      | 1:1      |
| Лозанна                | 5:1                          | Астана              | 3:1      | 2:0      |
| Ларн                   | 0:3                          | Санта-Клара         | 0:3      | 0:0      |
| Аріс                   | 3:5                          | АЕК                 | 2:2      | 1:3 (дч) |
| Вікінг                 | 2:4                          | Істанбул Башакшехір | 1:3      | 1:1      |
| Араз                   | 0:9                          | Омонія              | 0:4      | 0:5      |
| Балкані                | 1:4                          | Шемрок Роверс       | 1:0      | 0:4      |
| Ракув                  | 2:1                          | Маккабі (Хайфа)     | 0:1      | 2:0      |
| АІК                    | 2:3                          | Дьєр                | 2:1      | 0:2      |
| Університатя (Крайова) | 6:4                          | Спартак (Трнава)    | 3:0      | 3:4 (дч) |
| Полісся                | 4:2                          | Пакш                | 3:0      | 1:2      |
| Левскі                 | 3:0                          | Сабах               | 1:0      | 2:0      |
| Сількеборг             | 2:3                          | Ягеллонія           | 0:1      | 2:2      |
| Партизан               | 3:4                          | Гіберніан           | 0:2      | 3:2 (дч) |
| Банік                  | 5:4                          | Аустрія (Відень)    | 4:3      | 1:1      |
| Русенборг              | 1:0                          | Гаммарбю            | 0:0      | 1:0      |
| Сент-Патрікс Атлетік   | 3:7                          | Бешикташ            | 1:4      | 2:3      |
| Кауно Жальгіріс        | 0:3                          | Арда                | 0:1      | 0:2      |

### Раунд плей-оф
Жеребкування відбулося 4 серпня 2025 року. Перші матчі відбудуться 21 серпня, а матчі-відповіді — 27–28 серпня 2025 року.
| Команда 1       | Заг. Tooltip Aggregate score | Команда 2     | 1-й матч | 2-й матч |
| --------------- | ---------------------------- | ------------- | -------- | -------- |
| Хамрун Спартанс | 1                            | РФШ           | 21 сер   | :        |
| Шелбурн         | 2                            | Лінфілд       | 21 сер   | :        |
| Брєйдаблік      | 3                            | Віртус        | 21 сер   | :        |
| Дріта           | 4                            | Дифферданж 03 | 21 сер   | :        |
| Олімпія         | 5                            | Ноах          | 21 сер   | :        |

| Команда 1           | Заг. Tooltip Aggregate score | Команда 2              | 1-й матч | 2-й матч |
| ------------------- | ---------------------------- | ---------------------- | -------- | -------- |
| Страсбур            | 1                            | Брондбю                | 21 сер   | :        |
| Ягеллонія           | 2                            | Динамо Сіті            | 21 сер   | :        |
| Шахтар              | 3                            | Серветт                | 21 сер   | :        |
| Андерлехт           | 4                            | АЕК                    | 21 сер   | :        |
| Істанбул Башакшехір | 5                            | Університатя (Крайова) | 21 сер   | :        |
| Крістал Пелес       | 6                            | Фредрікстад            | 21 сер   | :        |
| Целє                | 7                            | Банік                  | 21 сер   | :        |
| Ракув               | 8                            | Арда                   | 21 сер   | :        |
| Гіберніан           | 9                            | Легія                  | 21 сер   | :        |
| Левскі              | 10                           | АЗ                     | 21 сер   | :        |
| Полісся             | 11                           | Фіорентіна             | 21 сер   | :        |
| Дьєр                | 12                           | Рапід                  | 21 сер   | :        |
| Німан               | 13                           | Райо Вальєкано         | 21 сер   | :        |
| Лозанна             | 14                           | Бешикташ               | 21 сер   | :        |
| Санта-Клара         | 15                           | Шемрок Роверс          | 21 сер   | :        |
| Русенборг           | 16                           | Майнц 05               | 21 сер   | :        |
| Спарта              | 17                           | Рига                   | 21 сер   | :        |
| Геккен              | 18                           | ЧФР                    | 21 сер   | :        |
| Вольфсбергер        | 19                           | Омонія                 | 21 сер   | :        |